# Габдрахимов, Газиз Габдрахимович
Газиз Габдрахимович Габдрахимов (1906—1994) — советский шахтёр, машинист врубовой машины шахты № 39 Кизеловского угольного бассейна, Герой Социалистического Труда (1948).

## Биография
Родился в 1906 году в Татарии.
С 1936 года работал машинистом врубовой машины на шахте, в годы Великой Отечественной войны явился пионером внедрения врубовой машины на пластах крупного падения, тем самым увеличил добычу угля в три раза. Награждён орденом Ленина.
Звание Героя Социалистического Труда присвоено в 1948 году.
В 1957 году вышел на пенсию, жил в посёлке Центральный-Коспашский под Кизелом.
Умер в 1994 году.